# Shenorock
Shenorock – jednostka osadnicza w Stanach Zjednoczonych, w stanie Nowy Jork, w hrabstwie Westchester.